# ハインツ・ハイス
ハインツ・ハイス（ドイツ語: Heinz Heise）とは、ドイツのハノーファーに本社を置く出版社である。

## 歴史
ハイスはハインツ・ハイスが1949年にハノーファーで住所電話帳出版社として設立され、後に雑誌やルーズリーフコレクションへの業務を拡大していった。2001年、企業の分社化が行われこの時設立された企業全てハイス・メディア・グループの子会社となった。2008年の総売上高は1億870万ユーロだった。
2006年7月、イギリスにてハイス・セキュリティを設立した。これはドイツ語のニュースをほとんど扱っているものだがローカルの話題も扱うこともある。イギリスバージョンのハイス・オンラインは2008年2月に立ちあげられた。2009年2月、イギリスのサイトはThe Hに名称が変更され、URLもh-online.comに変更された。

## 出版
出版している雑誌にはc't（欧州で多くの購読者を誇るコンピュータ雑誌）、IX（IT専門家向け）、テクノロジー・レビューのドイツ版、オンラインのテレポリスがある。これらの出版物はハイス・ニュースティッカーという最も成功したとされるドイツ語ニュースポータル（ユーザーフォーラムも含まれる）にフィードされている。この企業が運営しているハイス・オンライン(heise.de)は2009年12月時点でアレクサ・インターネットのウェブトラフィックランキングにおいて世界で上位1000位以内、ドイツでも上位50位以内にランクされている。